# صائم‌بیلی
صائِم‌بِیلی (به ترکی: Saimbeyli)، که در گذشته با نام هاچین (ارمنی: Հաճըն، آوانگاری: Hačən) شناخته می‌شد، شهری است در استان آدانا در ترکیه امروزی. مساحت آن ۹۸۹ کیلومتر مربع است، و جمعیتش در سال ۲۰۲۲ برابر با ۱۳٬۶۲۱ نفر بوده است. این شهر در رشته‌کوه‌های توروس در ناحیه کیلیکیه قرار دارد و ۱۵۷ کیلومتر شمال آدانا واقع شده است.
صائم‌بیلی در دره‌ای میان کوهستان‌های جنگلی دیبک و باکیر قرار گرفته است. گذرگاهی از اینجا تا قیصریه (ترکیه) وجود دارد و دره به‌وسیله جویبارهای کوهستانی آبیاری می‌شود.
این منطقه یکی از مکان‌های قتل‌عام آدانا در سال ۱۹۰۹، در جریان نسل‌کشی ارمنی‌ها بود.

## تاریخ و بناهای یادبود
دژ صائم‌بیلی احتمالاً همان قلعهٔ «بردوس» است که در فهرست تاج‌گذاری لوون یکم، شاه ارمنستان از پادشاهی ارمنی کیلیکیه در سال ۱۱۹۸/۹۹ میلادی ذکر شده است. این دژ که جادهٔ راهبردی میان قیصریه (ترکیه) در شمال و قلعهٔ فکه، ترکیه متعلق به دودمان روبنی در جنوب را محافظت می‌کرد، در محل تلاقی دو دره و دو شاخهٔ رود سیحون قرار دارد. نقشه و شیوهٔ سنگ‌چینی این دژ با معماری نظامی پادشاهی ارمنی کیلیکیه همسان است و بی‌تردید به دورهٔ میانهٔ سدهٔ دوازدهم تا سیزدهم میلادی تعلق دارد.
در روبه‌رو و پایین‌تر از این دژ، آثار قابل‌توجهی از معماری مذهبی و غیرنظامی دیده می‌شود که از سدهٔ چهاردهم تا نوزدهم میلادی بر جای مانده‌اند.

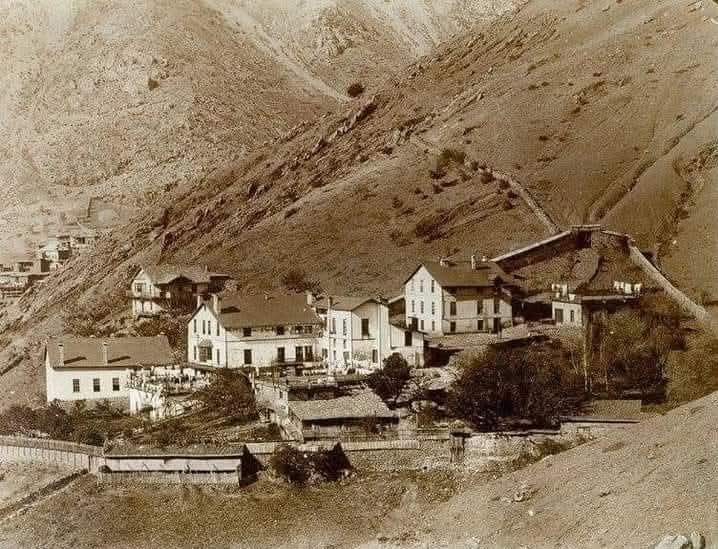
مدرسه آمریکایی هاچین

یک مجموعهٔ صومعه‌ای ارمنی به نام سنت جیمز بر دامنهٔ تپه‌ای بلند در شمال‌غرب روستا جای دارد. این مجموعه بر پایه‌ای از سدهٔ دوازدهم ساخته شده بود، اما در سال ۱۵۵۴ میلادی به‌دست اسقف خاچادور بازسازی شد. این مجموعه به‌طور عمدی در جریان قتل‌عام آدانا و نسل‌کشی ارمنی‌ها تخریب شد و آثار اندکی از آن باقی مانده است.
در قهرمان ماراش و صائم‌بیلی در جریان قتل‌عام آدانا در آوریل ۱۹۰۹ خشونت شدیدی رخ داد و شمار کشته‌ها به بیش از ۵٬۰۰۰ نفر رسید. رز لامبرت، مبلغ مسیحی آمریکایی در هاچین، در کتاب خود نوشت که بسیاری از مردم برای حفظ جان خود به مجتمع تبلیغی پناه بردند. گزارش‌هایی به مقام‌های بریتانیایی رسید مبنی بر اینکه رهبران دولت عثمانی یا بی‌تفاوت بوده‌اند یا در این کشتار همدستی داشته‌اند.

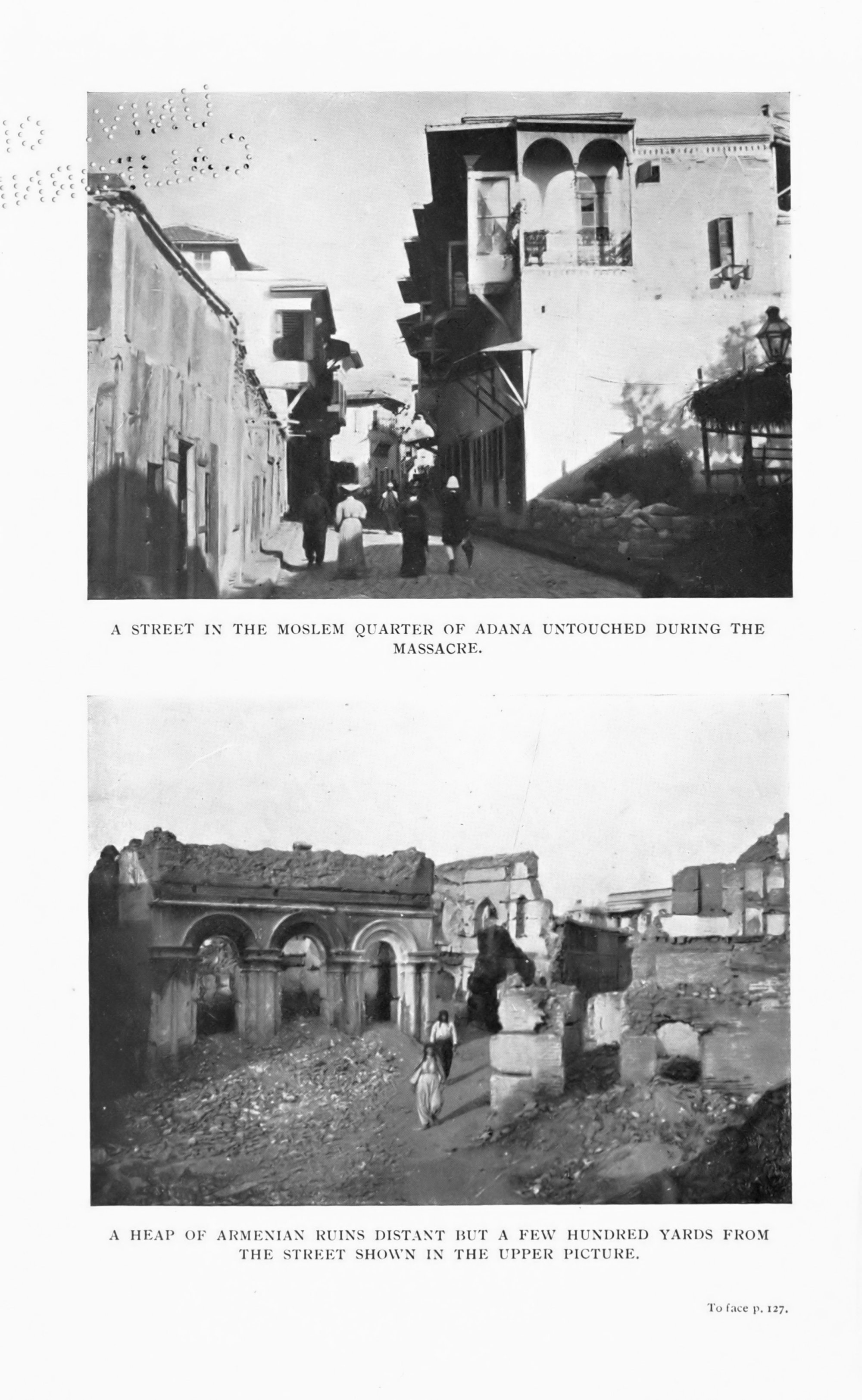
این صفحه از یک انتشار در سال ۱۹۱۱، خرابی‌های محلهٔ ارمنی آدانا را در برابر محلهٔ ترک‌نشین دست‌نخورده نشان می‌دهد.

تا ۲۰ آوریل، اندکی نظم برقرار شد و رزم‌ناو بریتانیایی اچ‌ام‌اس سویفت‌سور (۱۹۰۳) توانست «آذوقه و داروهایی برای آدانا» تحویل دهد. گزارشی «نگران‌کننده» از هاچین می‌گفت که مردم ارمنی مسلح در شهر محاصره شده‌اند و «قبایل مسلمان که تنها منتظر قدرت عددی بیشتر هستند تا به استحکامات موقت ارمنیان حمله کنند» در کمین‌اند. حدود ۸٬۰۰۰ پناهجو در پایگاه‌های تبلیغی طرسوس گرد آمدند، جایی که با حکومت نظامی، نظم دوباره برقرار شده بود و تعداد کشته‌ها حدود ۵۰ نفر بود.
در ۲۲ آوریل، یک پیام از مبلغی آمریکایی در هاچین نشان می‌داد که شهر گه‌گاه زیر آتش قرار دارد، املاک ارمنی‌نشین در اطراف آتش گرفته‌اند و محاصره‌ای قریب‌الوقوع است. گزارش شده بود که کل جمعیت ارمنی قری‌خان «قتل‌عام» شده‌اند؛ روستای ارمنی‌نشین درتیول در حال سوختن و در محاصره است؛ در طرطوس نیز خون‌ریزی‌هایی رخ داده؛ و کشتار در انطاکیه (شهر باستانی) گزارش شده و در بیره‌جک نیز شورش‌هایی جریان دارد.

## جمعیت
در آغاز سده بیستم، هاچین جمعیتی حدود ۳۰٬۰۰۰ نفر ارمنی داشت. آنان دارای شش کلیسا بودند، از جمله کلیساهای کلیسای حواری ارمنی، کلیسای کاتولیک ارمنی و دو کلیسای انجیلی ارمنی. جمعیت بیشتر به کشاورزی و حرفه‌های گوناگون مشغول بودند. در جریان نسل‌کشی ارمنی‌ها، با تبعید و کشتار روبه‌رو شدند. پس از پایان جنگ جهانی اول، در سال ۱۹۱۹ بخشی از جمعیت ارمنی تحت حمایت فرانسه بازگشتند، اما با عقب‌نشینی فرانسه و تحویل شهر به دولت ترکیه، شورش ارمنی‌ها رخ داد و با ورود نیروهای کمالیست، شهر به‌کلی از سکنه ارمنی خالی شد. بازماندگان ارمنی هاچین در کشورهای مختلف از جمله لبنان، سوریه، فرانسه، ایالات متحده و کشورهای آمریکای لاتین ساکن شدند و انجمن‌هایی برای یادکرد از شهر و دستاوردهای مردم آن پدیدآوردند.
مقام‌های ترکیه نام شهر را به یاد فرمانده نظامی ترک که آن را بازپس گرفت، به «صائم‌بیلی» تغییر دادند.
در سال ۱۹۵۳، شهری به نام نور هاچن (هاچن نو) در جمهوری شوروی سوسیالیستی ارمنستان (امروزه ارمنستان) در یادبود هاچن ترکیه‌ای بنیان‌گذاری شد. بنا بر سرشماری سال ۲۰۱۵، نور هاچن ۹٬۴۰۰ نفر جمعیت دارد. این شهر همچنین میزبان بازماندگان یا نوادگان بازماندگان نسل‌کشی است و یادمانی به‌نام قربانیان و مقاومت هاچن دارد که در سال ۱۹۷۴ گشایش یافت.

## ترکیب
در ناحیه صائم‌بیلی، ۲۸ برزن وجود دارد:
- آکساآغاچ، صائم‌بیلی
- آوجی‌پیناری (صائم بی‌لی)
- آیواجیک (صائم بی‌لی)
- بی‌پیناری (صائم بی‌لی)
- چاتاک (صائم بی‌لی)
- چرالان (صائم بی‌لی)
- چوراک (صائم بی‌لی)
- جمهورلو (صائم بی‌لی)
- دغیرمن‌جی‌اوشاغی (صائم بی‌لی)
- ایوب‌لو (صائم بی‌لی)
- Fatih
- گوکمن‌لر (صائم بی‌لی)
- گورلشن (صائم بی‌لی)
- خلیل‌بی‌لی (صائم بی‌لی)
- همت‌لی (صائم بی‌لی)
- İslam
- قندیل‌لی (صائم بی‌لی)
- کاپاک‌لی‌کویو (صائم بی‌لی)
- کاراکویو (صائم بی‌لی)
- قزل‌آغاچ (صائم بی‌لی)
- محمودلو (صائم بی‌لی)
- نال‌تاش (صائم بی‌لی)
- جیویک‌لی (صائم بی‌لی)
- Topallar
- تولو، سیمبیلی
- یاردیبی (صائم بی‌لی)
- ینی‌کوی (صائم بی‌لی)
- Yeşilbağlar

## جاهای دیدنی
- نزدیکی روستای Bahçeköyü قلعه‌ای بر فراز یک صخره دیده می‌شود.
- قلعهٔ صائم‌بیلی (در قرون وسطی به نام Badimon شناخته می‌شد)

## افراد برجسته
- هامپار کلیکیان، جراح ارتوپدی ارمنی-آمریکایی.